# Bryothinusa hauseri
Bryothinusa hauseri is een keversoort uit de familie van de kortschildkevers (Staphylinidae). De wetenschappelijke naam van de soort is voor het eerst geldig gepubliceerd in 2005 door Ashe.